# Economia di Trapani

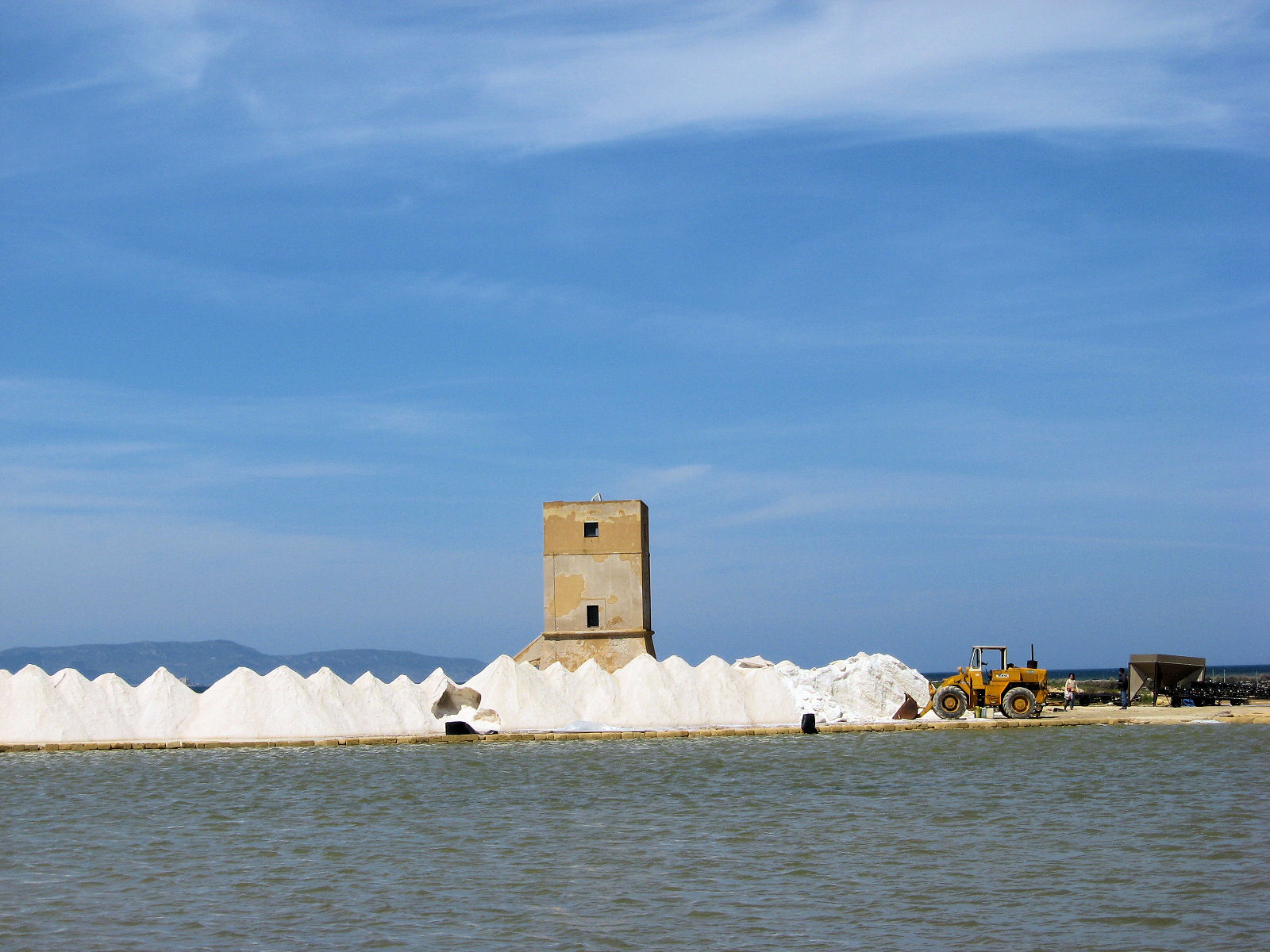
Un momento della raccolta del sale marino

L'economia di Trapani è sviluppata nell'artigianato, nell'industria, nell'attività della pesca e nel turismo.

## Industria
Fino alla fine dell'800 Trapani svolse un ruolo fondamentale di polo agroalimentare del Mediterraneo. Il sale marino delle sue saline era il più apprezzato per la salagione dei merluzzi del Mare del Nord e questa circostanza favorì un ricco interscambio con la Norvegia. Il tonno era pescato dalle tonnare più ricche del Mediterraneo a beneficio di una diffusa attività nella conservazione sott'olio. La provincia forniva in particolare il vino marsala, molto apprezzato sul mercato inglese. Un'importante flotta commerciale aveva base nel porto. Numerosi erano i pastifici. Famosa anche per l'artigianato del corallo e l'argenteria.
Cominciò poi un'epoca di decadenza e, nonostante gli sforzi, questo ruolo centrale non fu più recuperato. Nel ventennio fascista si assistette a una ripresa dell'economia del territorio, che proseguì nel dopoguerra. Negli anni cinquanta e per un decennio si sviluppò l'industria marmifera e delle cave dell'agro ericino. Adesso resta solo il bacino di Custonaci.
Oggi l'estrazione del sale marino è ancora attiva, rilanciata dalla Sosalt e da altre aziende del comprensorio. Anche l'industria conserviera del pescato (in particolare del tonno) è stata rilanciata dall'azienda Nino Castiglione.
Sviluppato il settore terziario. Importante in agricoltura la produzione vinicola e il suo esteso territorio comunale racchiude diverse DOC (erice e marsala), mentre le aziende più importanti sono Fazio wines, la Cantina sociale di Trapani, Firriato e Tenute Fardella Ripa. Il territorio è anche ricco di uliveti, e l'olio trapanese fa parte della DOP Valli Trapanesi.

### Cantieristica
La cantieristica ha una buona tradizione. I diversi cantieri navali fanno di Trapani il primo porto in Sicilia per la costruzione di pescherecci.
Il porto di Trapani ospita due bacini di carenaggio e otto scali d'alaggio.
È stata realizzata nei Cantieri navali di Trapani, la più grande nave petroliera mai costruita in Sicilia, dotata delle tecnologie più avanzate sia in termini di sicurezza che di navigazione. I nuovi cantieri navali HSC Shipyard nel 2016 hanno effettuato il varo del Gianni M, l'aliscafo più grande del mondo .

## Artigianato

### La lavorazione del corallo

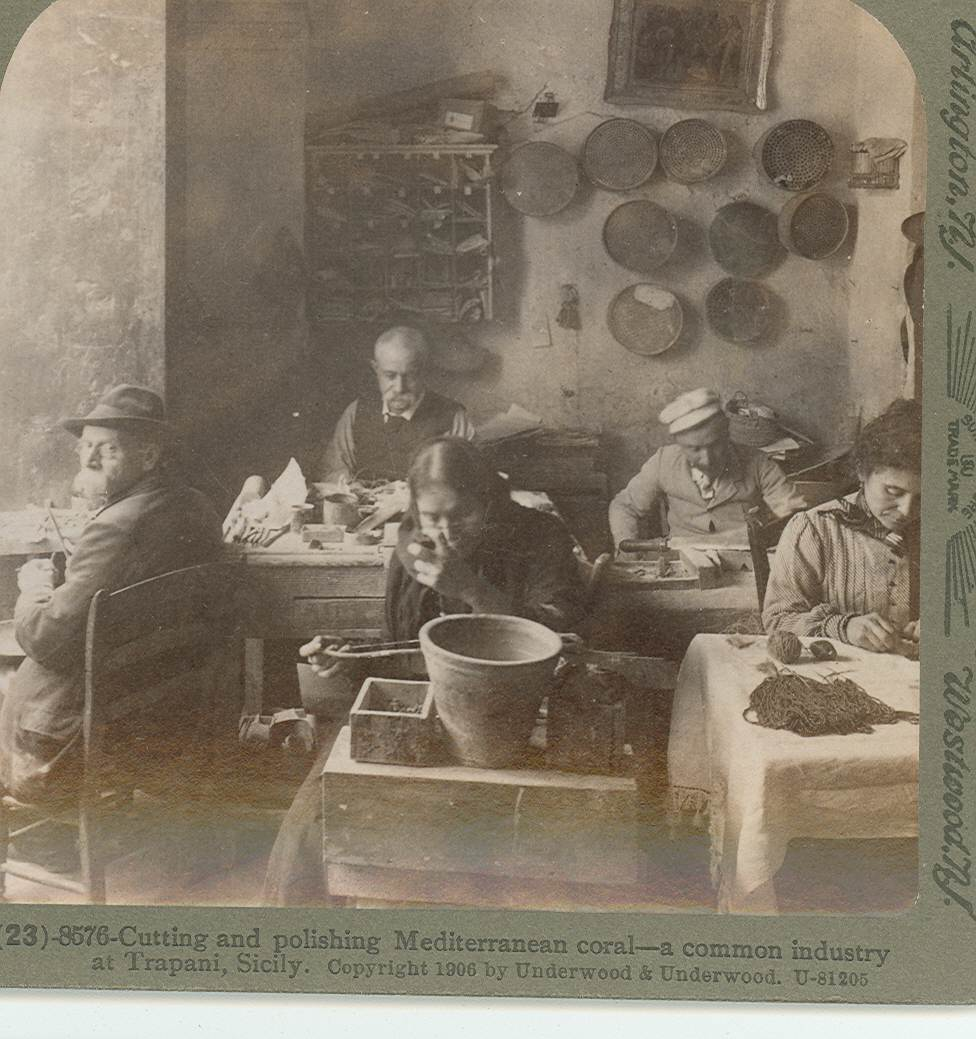
Taglio e politura del corallo, attività comune a Trapani (Stereofotografia del 1906)

La pesca e la lavorazione del corallo hanno contribuito molto a far conoscere Trapani e il suo territorio.
Tra XV e XVI secolo i pescatori trapanesi iniziarono a praticarle grazie all'abbondanza dei banchi corallini scoperti. La pesca iniziava nel mese di maggio e terminava a settembre; l'artigianato della lavorazione del corallo divenne quindi sistematico: i pescatori corallari, riuniti nella corporazione dei Pescatori della marina piccola del Palazzo, abitavano concentrati nella odierna via Corallari. Nella «Historia di Trapani» del 1591 si parla dell'attività dei corallini e corallari trapanesi: il bono magisterio si era già affermato da mezzo secolo come vera espressione d'arte. Le zone più ricche di corallo erano quelle antistanti il mare di Trapani lungo le coste settentrionali, ma i pescatori si avventuravano spesso fino alle coste dell'Africa. Arrivato in porto il corallo veniva venduto ai mercanti, ai fabbricanti di gioielli e agli artisti che, dopo un lungo e laborioso processo di lavorazione, lo trasformavano in vere e proprie opere d'arte.

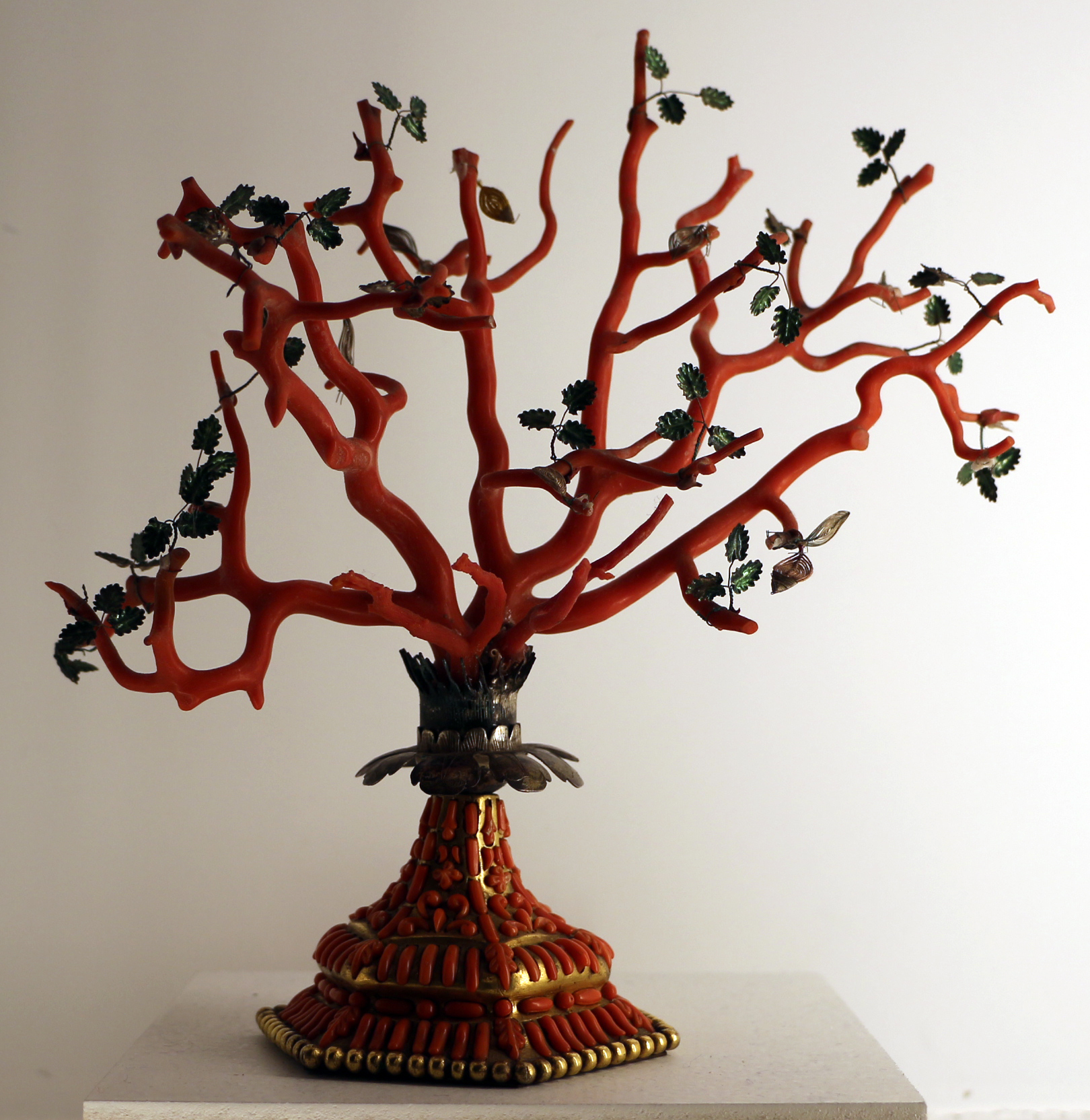
Albero di corallo con foglioline d'argento smaltate di verde, XVII secolo

I corallari acquistarono fama in tutto il bacino del Mediterraneo con i loro prodotti: oggetti sacri e profani, capezzali e cornici, presepi nei quali il corallo è frammisto a oro, argento, smalti e pietre preziose. Una serie interminabile di capolavori di gusto grottesco e fantastico con reminiscenze gotiche nella miniatura locale più tardiva, frammista ad aspetti della decorazione scultorea di scuola gaginesca. Tra la fine del XVI secolo e i due secoli successivi vennero create opere di squisita fattura per sovrani, principi, cardinali e papi. Realizzazioni memorabili furono la Montagna di Corallo acquistata per una cifra altissima, nel 1570 a Trapani, per conto del Viceré di Sicilia Don Francesco Ferdinando d'Avalos affinché fosse inviata a Filippo II di Spagna; e quella donata nel 1631 dal Senato di Palermo al Papa Urbano VIII. Si consolidò una rete di committenze prestigiose in tutta Europa e fu così possibile produrre opere sempre più ricche ed elaborate. La maggior parte di questi capolavori si trova oggi fuori dalla Sicilia nelle collezioni dei Doria, dei Conti di Schoenborn a Pommersfelden, dei Principi di Ligne, dei re di Spagna e dei Whitaker. 
Presso il Museo regionale Agostino Pepoli di Trapani si possono ammirare sculture, monili e altre opere dei maestri trapanesi realizzate in corallo.
Oggi, tuttavia, la pesca è quasi del tutto scomparsa, mentre è limitata a qualche artigiano la lavorazione del corallo.

## Pesca

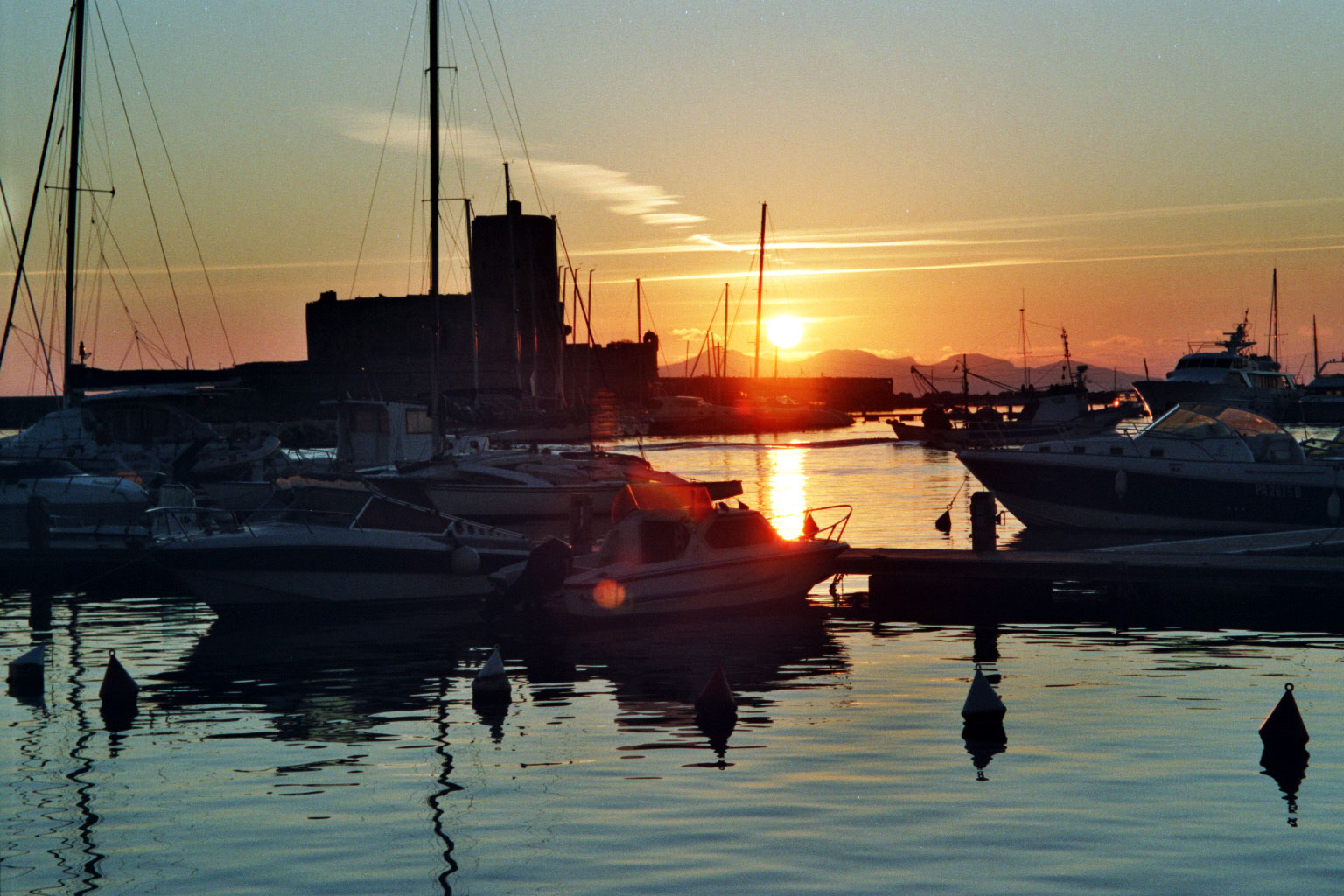
Vista notturna del porto

La pesca a Trapani vanta un'antica tradizione, specialmente del tonno per la quale si usava la classica tecnica della mattanza nelle varie tonnare situate in città e nei dintorni (San Giuliano, San Cusumano, Isola di Formica, Favignana, Bonagia, San Vito Lo Capo).
Oggi la flotta da pesca trapanese è la quinta d'Italia per numero di imbarcazioni: il porto peschereccio ospita 252 imbarcazioni, di piccola e media pesca. Tre sono le cooperative di riferimento. La commercializzazione del prodotto ittico avviene sia sul molo sia al mercato ittico all'ingrosso. Il 30% è destinato al mercato locale, il resto all'esportazione o alla trasformazione. L'antico mercato del pesce, in passato utilizzato per la vendita al dettaglio, ha da sempre sintetizzato il forte legame tra la città e il mare: l'atmosfera popolare che in esso si respirava e i colori del pescato tipico di queste zone, hanno rappresentato anche una attrazione turistica di questo luogo. Dopo essere stato ristrutturato nel 1998, è adesso utilizzato come luogo per eventi culturali e non più come mercato perché poco funzionale all'attività della pesca. Il nuovo mercato del pesce sorge nelle immediate vicinanze del porto.

## Turismo
Negli ultimi anni c'è stata una trasformazione del target delle presenze turistiche in città e al tradizionale turismo di passaggio (verso le Egadi o Erice) o crocieristico, si è aggiunto quello stanziale. Così si è avuto uno sviluppo delle sistemazioni alberghiere in città e nei dintorni, con la nascita di villaggi turistici, hotel, agriturismi e bed and breakfast. Anche il settore della ristorazione ha avuto una crescita, sia nel numero dei locali che nella qualità delle proposte.

## Fiere
Si svolge da quindici edizioni, nel mese di giugno, la Fiera Campionaria dell'ARtigianato, COmmercio e INdustria (AR.CO.IN), una delle più importanti della Sicilia occidentale che richiama ogni anno un elevato numero di visitatori e operatori del settore.